# Ad diem illum

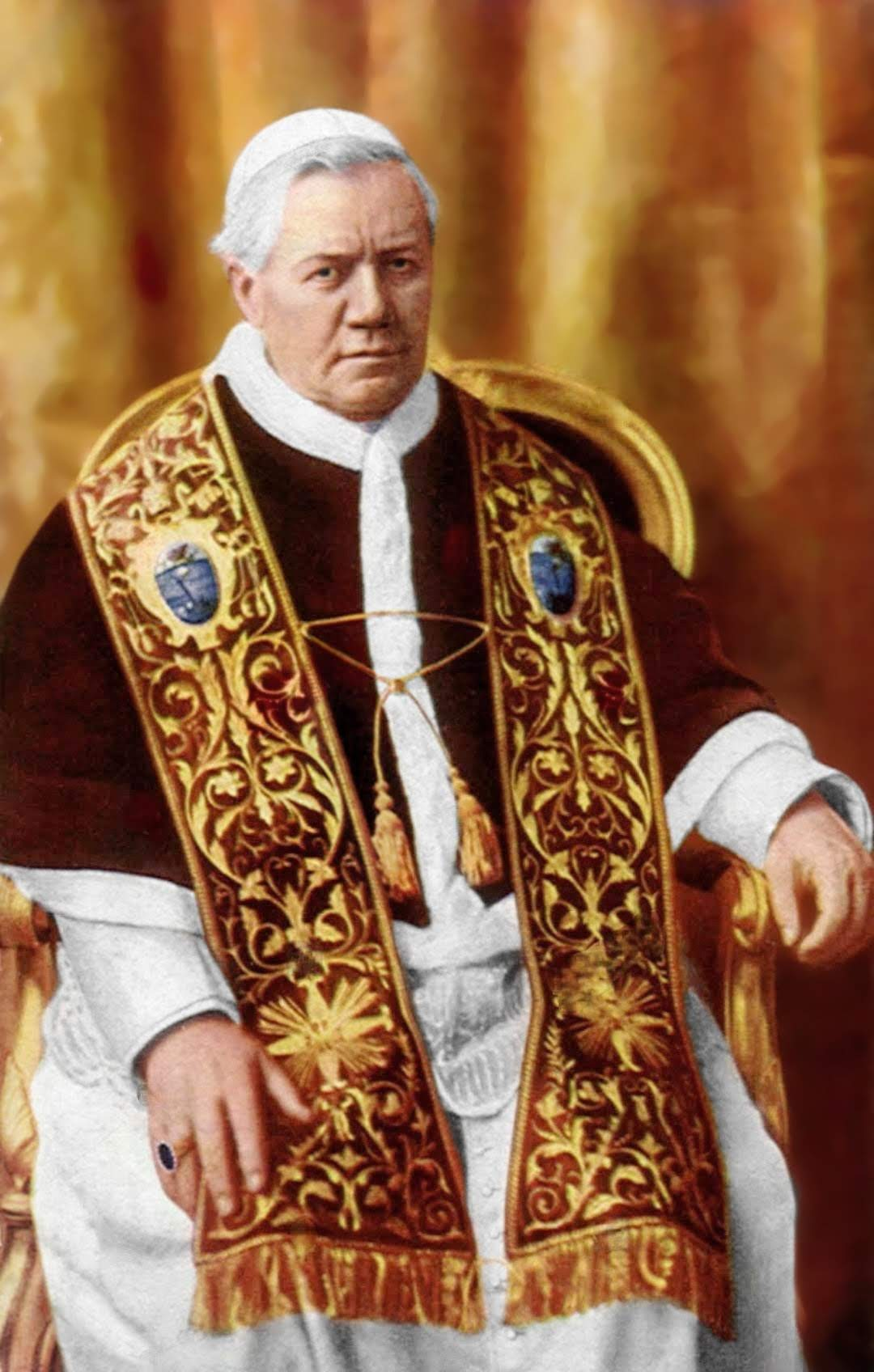
Imagem colorida digitalmente do Papa Pio X.

Ad diem illum laetissimum é uma encíclica do Papa Pio X, sobre a Imaculada Conceição, datada de 2 de fevereiro de 1904, no primeiro ano de seu pontificado. É emitido em comemoração aos cinquenta anos do dogma da Imaculada Conceição. A primeira razão para Pio escrever a encíclica foi seu desejo de restaurar todas as coisas em Cristo, que ele definiu como seu lema em sua primeira carta encíclica. Explica a mariologia de Pio X. 

## Conteúdo
- "Pois ninguém pode deixar de ver que não há estrada mais segura ou mais direta do que Maria para unir toda a humanidade em Cristo e obter por Ele a adoção perfeita de filhos, para que sejamos santos e imaculados aos olhos de Deus".[1][2]

Pio X afirma que "...ninguém jamais conheceu a Cristo tão profundamente como ela, e ninguém pode ser mais competente como guia e professor do conhecimento de Cristo". Ele explicou que Maria é a Mãe de Cristo e, portanto, ela também é nossa Mãe.
 Agora a Santíssima Virgem não concebeu o Filho Eterno de Deus meramente para que Ele pudesse ser feito homem tirando-lhe a sua natureza humana, mas também para que por meio da natureza assumida dela Ele pudesse ser o Redentor dos homens. ...Pelo que no mesmo seio santo da sua Mãe Cristo castíssima tomou para si a carne, e uniu a si mesmo o corpo espiritual formado por aqueles que deveriam acreditar n'Ele. Daí que Maria, carregando o Salvador dentro dela, pode ser dito que também levou todos aqueles cuja vida estava contida na vida do Salvador. Portanto, todos nós que estamos unidos a Cristo, e como diz o Apóstolo são membros do Seu corpo, da Sua carne, e dos Seus ossos (Efésios. v., 30), saímos do ventre de Maria como um corpo unido à sua cabeça. Assim, embora de uma forma espiritual e mística, somos todos filhos de Maria, e Ela é Mãe de todos nós. Mãe, de facto espiritualmente, mas verdadeiramente Mãe dos membros de Cristo, que somos (S. Aug. L. de S. Virginitate, c. 6). 

### Restaurar tudo em Cristo através de Maria
Citando o Papa Pio IX em Ineffabilis Deus, Pio X reiterou que "Jesus" está sentado à direita da majestade do alto "Hebreus ib.) Maria está sentada à direita de seu Filho - um refúgio tão seguro e uma ajuda confiantes contra todos os perigos que não temos nada a temer ou nos desesperar sob sua orientação, seu patrocínio, sua proteção". (Pio IX. in bula Ineffabilis Deus).
À luz de seu lema pontifício, "Omnia restaurare in Christo" (Toda restauração em Cristo), para restaurar tudo em Cristo, Pio X na encíclica promove devoções marianas em todo o mundo, afirmando que "nenhuma honra é mais agradável para Maria, que ela gosta melhor do que aquela em que verdadeiramente reconhecemos e amamos a Jesus". Ele adverte: "Mas, a menos que tenham coração e sejam acrescentadas, todas elas serão formas vazias, meras aparências de piedade. Num tal espetáculo, a Virgem, tomando emprestadas as palavras de Jesus Cristo, dirigir-se-ia a nós com a justa reprovação: "Este povo honra-me com os seus lábios, mas o seu coração está longe de mim" (Mat. Xv., 8)".
Quem quiser, que sua devoção seja digna dela, deve ir além e esforçar-se por imitar seu exemplo. O pontífice declarou que somente aqueles que alcançam a felicidade eterna, que por esses seguidores, reproduzem em si mesmos a paciência e a santidade de Jesus Cristo.

### A Imaculada Conceição
Muitos homens modernos negam que a humanidade tenha caído pelo pecado, acreditando que o conceito pecado original, e todos os males que supostamente foram sua conseqüência, são pura imaginação. Com esta rejeição, "não há logicamente lugar para Cristo, para a Igreja, para a graça ou para qualquer coisa que esteja acima e além da natureza; em uma palavra, todo o edifício da fé é abalado de cima para baixo. Mas que as pessoas acreditem e confessem que a Virgem Maria foi desde o primeiro momento de sua concepção preservada de todas as manchas; e é imediatamente necessário que eles admitam o pecado original e a reabilitação da raça humana por Jesus Cristo, o Evangelho, a Igreja e a lei do sofrimento". O dogma da Imaculada Conceição é a resposta, por sua obrigação "de reconhecer na Igreja um poder diante do qual (a humanidade) não apenas tem a vontade de curvar-se, mas a inteligência de se sujeitar". A Virgem, segundo Pio, foi mantida mais livre de toda mancha do pecado original porque ela deveria ser a mãe de Cristo, e ela era a mãe de Cristo, para que a esperança da felicidade eterna pudesse nascer de novo em nossas almas.